# Microporella protea
Microporella protea är en mossdjursart som beskrevs av Winston 2005. Microporella protea ingår i släktet Microporella och familjen Microporellidae.
Artens utbredningsområde är Mexikanska golfen. Inga underarter finns listade i Catalogue of Life.